# Musikåret 1929

## Händelser
- 11 januari – Karol Szymanowskis Stabat Mater uruppförs i Warszawa.
- 17 maj – Sergej Prokofjevs Symfoni nr 3 i c-moll uruppförs i Paris av Orchestre Symphonique de Paris under ledning av Pierre Monteux.
- 21 maj – Den första på RCA Victor kommersiellt utgivna 33 1/3 rpm-LP-skivan: Victor Salon Suite No. 1, spelas in, arrangerad och regisserad av Nathaniel Shilkret[1].
- 1 december – I Engelbrektskyrkan i Stockholm invigs Sveriges största kyrkorgel, innehållande sammanlagt 6 200 pipor [2] och 95 stämmor.
- December – Svenskan Ulla Billquist skivdebuterar på franska skivmärket Pathé.[3]
- okänt datum – Tyska firman Menzenhauer & Schmidt börjar ge ut en serie skivor i Sverige på märkena "Corona, Kalliope, Cremona Rex & Melocord".[4]
- okänt datum – Brittiska skivbolaget Decca grundas.[5]
- okänt datum – Ett amerikanskt patent på grammofonskivor av papper med en plastbeläggning tas.[6]
- okänt datum – Tyska skivmärket Vox blir Orchestrola.[7]
- okänt datum – Skivbolaget Homocord börjar ge ut en svensk skivserie.[8]
- okänt datum – Svenska Journalen börjar ge ut skivmärket "Tal och ton".[9]
- okänt datum – Skivbolaget Victor köps av RCA.[10]

## Årets singlar och hitlåtar
Vänligen sortera soloartister på efternamn, musikgrupper på förstabokstaven (utan engelskans "The" och "A")
- Irving Berlin – Puttin' on the Ritz
- Gösta Ekman – Isabella (Daisy Bell)[11]
- Edvard Persson – Skånska slott och herresäten[12]
- Sven-Olof Sandberg – Säg det i toner[13]

## Årets sångböcker och psalmböcker
- Evert Taube – Fritiof Anderssons visbok [14]

## Födda
- 10 januari – Göte Wilhelmsson, svensk pianist och orkesterledare.
- 10 februari – Jerry Goldsmith, amerikansk filmmusikkompositör.
- 13 februari – Per Lindqvist, svensk sångare och skådespelare.
- 5 mars – Sylvia Stahlman, amerikansk operasångare (sopran).
- 12 mars – Owe Thörnqvist, svensk sångare och visdiktare.
- 15 mars – Cecil Taylor, amerikansk jazzmusiker (piano).
- 22 mars – P. Ramlee, malaysisk skådespelare och sångare.
- 6 april – André Previn, amerikansk pianist och dirigent.
- 8 april – Jacques Brel, belgisk vissångare.
- 15 april – Ulf Linde, svensk konstkritiker, jazzmusiker, författare, och professor i konstteori.
- 17 april – James Last, tysk orkesterledare.
- 25 maj – Beverly Sills, amerikansk operasångare (sopran).
- 2 juni – Frédéric Devreese, belgisk tonsättare.
- 23 juni – June Carter, amerikansk countryartist.
- 9 juli – Lee Hazlewood, amerikansk countrysångare, låtskrivare och skivproducent.
- 4 augusti – Kishore Kumar, indisk sångare.
- 16 augusti – Bill Evans, amerikansk jazzpianist.
- 10 september – Busk Margit Jonsson, svensk operasångare.
- 28 september – Lata Mangeshkar, indisk sångerska och kompositör.
- 3 november – Ulf G. Johnsson, svensk skådespelare och kompositör.
- 3 december – Bo Ullman, svensk tonsättare.
- 6 december – Nikolaus Harnoncourt, österrikisk dirigent.
- 9 december – Ulla-Bella Fridh, svensk skådespelare och sångerska.
- 23 december – Chet Baker, amerikansk jazzmusiker (trumpetare och sångare).

## Avlidna
- 11 januari – Elfrida Andrée, 87, svensk tonsättare, dirigent och organist.
- 24 januari – Hanna Hallberg-Norlind, 70, svensk tonsättare, organist, pianist, sångpedagog och körledare.
- 15 februari – Johan Malmsjö, 78, svensk konstnär och operasångare.
- 17 april – Alfred Berg, 71, svensk tonsättare, dirigent och körledare.
- 30 april – Birger Sjöberg, 43, svensk skald, författare, vissångare och journalist.
- 22 juli – Bror Beckman, 63, svensk tonsättare.
- 3 augusti – Emile Berliner, 78, grammofonens och grammofonskivans uppfinnare.
- 13 december – Knut Håkanson, 42, svensk tonsättare.

### Fotnoter
1. ↑  Victor Recording Book, p. 8282. (Victor's daily log at Victor Archives (SONY))
2. ↑  Hundra år i Sverige - 1929, Hans Dahlberg, Albert Bonniers, 1999
3. ↑  ”78-varvare”. Arkiverad från originalet den 15 april 2019. https://web.archive.org/web/20190415201648/http://musiknostalgi.atspace.cc/ullbil.htm. Läst 3 juni 2011.
4. ↑  ”78-varvare”. Arkiverad från originalet den 6 december 2019. https://web.archive.org/web/20191206100149/http://musiknostalgi.atspace.cc/corona.htm. Läst 3 juni 2011.
5. ↑  ”78-varvare”. Arkiverad från originalet den 2 september 2019. https://web.archive.org/web/20190902185347/http://musiknostalgi.atspace.cc/decca.htm. Läst 3 juni 2011.
6. ↑  ”78-varvare”. Arkiverad från originalet den 21 juni 2019. https://web.archive.org/web/20190621202803/http://musiknostalgi.atspace.cc/durium.htm. Läst 3 juni 2011.
7. ↑  ”78-varvare”. Arkiverad från originalet den 9 oktober 2019. https://web.archive.org/web/20191009192228/http://musiknostalgi.atspace.cc/vox.htm. Läst 3 juni 2011.
8. ↑  ”78-varvare”. Arkiverad från originalet den 30 november 2020. https://web.archive.org/web/20201130071707/http://musiknostalgi.atspace.cc/homocord.htm. Läst 3 juni 2011.
9. ↑  ”78-varvare”. Arkiverad från originalet den 22 juni 2019. https://web.archive.org/web/20190622093959/http://musiknostalgi.atspace.cc/talochto.htm. Läst 3 juni 2011.
10. ↑  ”78-varvare”. Arkiverad från originalet den 18 juni 2019. https://web.archive.org/web/20190618065932/http://musiknostalgi.atspace.cc/victor.htm. Läst 3 juni 2011.
11. ↑  ”Låtar du trodde var svenska”. Arkiverad från originalet den 26 oktober 2013. https://web.archive.org/web/20131026075436/http://gotiskaklubben.wordpress.com/2013/09/22/latar-du-trodde-var-svenska/. Läst 22 mars 2011.
12. ↑  ”Svensk mediedatabas”. http://smdb.kb.se/catalog/id/000092422. Läst 22 mars 2011.
13. ↑  ”Svensk mediedatabas”. http://smdb.kb.se/catalog/id/000099870. Läst 23 mars 2011.
14. ↑  ”Evert Taubes visböcker med innehåll”. http://www.abc.se/~m8169/taube/taubevis.html. Läst 23 mars 2011.